# Laura Beyne
Laura Beyne (Brussel, 25 mei 1992) werd op 8 januari 2012 verkozen tot Miss België. Ze nam deel aan de Miss World-verkiezing, maar haalde de halve finales niet. Op 19 december 2012 nam ze deel aan de Miss Universe-verkiezing waar ze zich niet bij de zestien finalisten kon plaatsen.
Beyne is de eerste winnares van Congolese origine. Het Frans is haar moedertaal, maar ze spreekt ook Nederlands en Engels. Ze heeft een opleiding tot vastgoedmakelaar gevolgd.
- Gemeinsame Normdatei: 116589579X
- Virtual International Authority File: 1434153596622551900001